# Hemicaranx amblyrhynchus
O cabeçudo (Hemicaranx amblythynchus) é uma espécie costeira de peixe teleósteo e perciforme da família dos carangídeos. Tais animais medem cerca de 45 cm de comprimento. Também são conhecidos pelos nomes de palombeta, palombeta-do-alto e vento-leste.